# Наша планета
«Наша планета» (англ. Our Planet) — документальный сериал производства Netflix. Релиз первого сезона состоялся 5 апреля 2019 года. Второй сезон вышел 14 июня 2023 года.

## Производство
В 2015 году было объявлено, что съёмочная группа BBC, создавшая сериалы «Планета Земля» и «Планета Земля II», займётся разработкой восьмисерийного сериала о природе для платформы Netflix. В ноябре 2018 года стало известно, что закадровый текст сериала будет читать сэр Дэвид Аттенборо, а релиз состоится в апреле 2019 года. Съёмки сериала проходили в 50 странах мира на протяжении четырёх лет, съёмочная бригада составила более 600 человек.

## Эпизоды
| Сезон | Название        | Серии | Серии | Даты показа   | Даты показа   |
| ----- | --------------- | ----- | ----- | ------------- | ------------- |
| 1     | Наша планета    | 8     | 8     | 5 апреля 2019 | 5 апреля 2019 |
| 2     | Наша планета II | 4     | 4     | 14 июня 2023  | 14 июня 2023  |

### Сезон 1 (2019)
| № | Название                                          | Дата премьеры |
| - | ------------------------------------------------- | ------------- |
| 1 | «Одна планета» «One Planet»                       | 5 апреля 2019 |
| 2 | «Замёрзшие миры» «Frozen Worlds»                  | 5 апреля 2019 |
| 3 | «Джунгли» «Jungles»                               | 5 апреля 2019 |
| 4 | «Прибрежные моря» «Coastal Seas»                  | 5 апреля 2019 |
| 5 | «От пустынь к лугам» «From Deserts To Grasslands» | 5 апреля 2019 |
| 6 | «Открытые моря» «The High Seas»                   | 5 апреля 2019 |
| 7 | «Свежая вода» «Fresh Water»                       | 5 апреля 2019 |
| 8 | «Леса» «Forests»                                  | 5 апреля 2019 |

### Сезон 2 (2023)
| № общий | № в сезоне | Название                                                        | Дата премьеры |
| ------- | ---------- | --------------------------------------------------------------- | ------------- |
| 9       | 1          | «Глава 1: Мир в движении» «Chapter 1: World on the Move»        | 14 июня 2023  |
| 10      | 2          | «Глава 2: Следуя за солнцем» «Chapter 2: Following the Sun»     | 14 июня 2023  |
| 11      | 3          | «Глава 3: Следующее поколение» «Chapter 3: The Next Generation» | 14 июня 2023  |
| 12      | 4          | «Глава 4: Свобода передвижений» «Chapter 4: Freedom to Roam»    | 14 июня 2023  |